# Affaire de l'étrangleur de Boston
L'étrangleur de Boston est le surnom donné au meurtrier de 13 femmes aux États-Unis, au début des années 1960, dans la région de Boston, dans le Massachusetts. Les crimes ont été attribués à Albert DeSalvo suite à ses aveux ainsi qu'à des détails issus d'une autre affaire. Plus tard, des preuves ADN le lieront à la dernière victime.
À la suite de la condamnation de DeSalvo – bien avant la reconnaissance de la preuve ADN -, plusieurs parties enquêtant sur l'affaire ont émis l'hypothèse que les meurtres (parfois appelés « meurtres au bas de soie ») avaient été commis par plus d'une personne.

## Noms
Au début de l'enquête, les crimes sont attribués à un tueur en série inconnu surnommé « L'Étrangleur Fou de Boston » (« The Mad Strangler of Boston »).
Le 8 juillet 1962, le Sunday Herald publie un article intitulé « Un étrangleur fou tue quatre femmes à Boston ».
Le tueur était également appellé « Fantôme Démon » (« Phantom Fiend ») et « Étrangleur Fantôme » (« Phantom Strangler »), en raison de sa capacité à faire en sorte que les femmes l'autorisent à pénétrer dans leurs appartements.
En 1963, deux journalistes d'investigation pour le Record American, Jean Cole et Loretta McLaughlin, écrivent une série en quatre parties sur le tueur, le surnommant « L'Étrangleur de Boston » (« The Boston Strangler »),.
À partir du moment où les aveux de DeSalvo ont été diffusés en audience publique, le terme « L'Étrangleur de Boston » est entré dans l'usage.

## Les faits, l'enquête
Entre le 14 juin 1962 et le 4 janvier 1964, 13 femmes célibataires âgées de 19 à 85 ans sont assassinées dans la région de Boston. La plupart sont agressées sexuellement et étranglées chez elles. Du fait du caractère érotomane constaté, la police dresse l'hypothèse d'un agresseur masculin. En l'absence de signes d'effractions dans les habitations, il est supposé que les femmes avaient volontairement laissé leur agresseur entrer, soit parce qu'elles le connaissaient, soit parce qu'elles pensaient qu'il s'agissait d'un agent de service (ménage, livraison, etc.).
En dépit d'une large couverture médiatique dès les premiers meurtres, les attaques se poursuivent, et de nombreux résidents s'équipent de gaz lacrymogènes et de nouvelles serrures. Certaines femmes quittent la région.
Les meurtres ayant eu lieu dans plusieurs villes, dont Boston, cela complique le suivi et la coordination des enquêtes en fonction des différentes juridictions.
Le procureur général du Massachusetts, Edward W. Brooke, a supervisé la coordination des différentes forces de police. 
Il a permis au parapsychologue Peter Hurkos d'utiliser sa perception extrasensorielle alléguée afin d'analyser les cas, pour lesquels ce dernier a prétendu qu'une seule personne était responsable. Cette décision a soulevé une controverse.
Selon certains, Peter Hurkos a fourni une « description minutieusement détaillée de la mauvaise personne », et la presse ridiculise la décision de du procureur Brooke.
Alors qu'une grande partie du public est convaincue que tous les meurtres sont le fait d'une seule personne, la police maintient l'hypothèse de tueurs multiples car certaines victimes sont de jeunes femmes et d'autres sont beaucoup plus âgées.
Des liens apparents entre la majorité des victimes et des hôpitaux sont également sujets de débats.

## Liste des victimes connues
- Anna Elsa (Legins) lesers, 56 ans, agressée sexuellement avec un objet non-identifié et étranglée avec la ceinture de son peignoir ; trouvée le 14 juin 1962 dans son appartement au troisième étage du 77 Gainsborough Street, Fenway, Boston[9]
- Mary Mullen, 85 ans, décédée d'une crise cardiaque ; trouvée le 28 juin 1962, dans son appartement au 1435 Commonwealth Ave., Boston. Dans ses aveux, DeSalvo a déclaré qu'elle s'était effondrée alors qu'il l'attrapait[9].
- Nina Frances Nichols, 68 ans, agressée sexuellement et étranglée avec ses bas en nylon ; trouvée le 30 juin 1962 dans sa maison à 1940 Commonwealth Ave., Boston[9]
- Helen Elizabeth Blake, 65 ans, agressée sexuellement et étranglée avec ses bas en nylon ; trouvée le 30 juin 1962 dans sa maison au 73 Newhall St., Lynn, Massachusetts[9]
- Ida Odes Irga, 74 ans, agressée sexuellement et étranglée ; trouvée le 19 août 1962 dans son appartement au 7 Grove Street, Beacon Hill, Boston[9]
- Jane Buckley Sullivan, 67 ans, agressée sexuellement et étranglée avec ses bas en nylon ; trouvée le 21 août 1962 dans sa maison au 435 Columbia Road, Dorchester, Boston[9]
- Sophie Clark, 20 ans, agressée sexuellement et étranglée avec ses bas nylon ; trouvée le 5 décembre 1962 dans son appartement au 315 Huntington Ave., Fenway, Boston[9]
- Patricia Jane Bullock Bissette, 22 ans, étranglée avec ses bas nylon ; trouvée le 31 décembre 1962 dans sa maison au 515 Park Drive, Fenway, Boston[9]
- Mary Ann Brown, 69 ans, violée, étranglée, battue et poignardée ; trouvée le 6 mars 1963 dans son appartement au 319 Park St., Lawrence, Massachusetts[9]
- Beverly Samans, 26 ans, poignardée à mort ; trouvée le 6 mai 1963 dans sa maison au 4 University Road à Cambridge, Massachusetts[9]
- Marie Evelina (Evelyn) Corbin, 58 ans, violée et étranglée avec ses bas nylon ; trouvée le 8 septembre 1963 dans sa maison au 224 Lafayette St., Salem, Massachusetts[9]
- Joann Marie Graff, 22 ans, étranglée avec ses bas nylon ; trouvée le 23 novembre 1963 dans son appartement au 54 Essex St., Lawrence, Massachusetts[9]
- Mary Anne Sullivan, 19 ans, agressée sexuellement et étranglée avec des bas en nylon ; trouvé le 4 janvier 1964 dans son appartement au 44-A Charles St., Boston[9]

Le meurtre de Margaret Davis, âgée de 60 ans, dans le quartier de Roxbury à Boston, ainsi que celui de Cheryl Laird, âgée de 14 ans, dans la ville de Lawrence, sont initialement attribués à l'étrangleur de Boston, mais se sont avérés plus tard sans rapport,.

## Aveux de DeSalvo

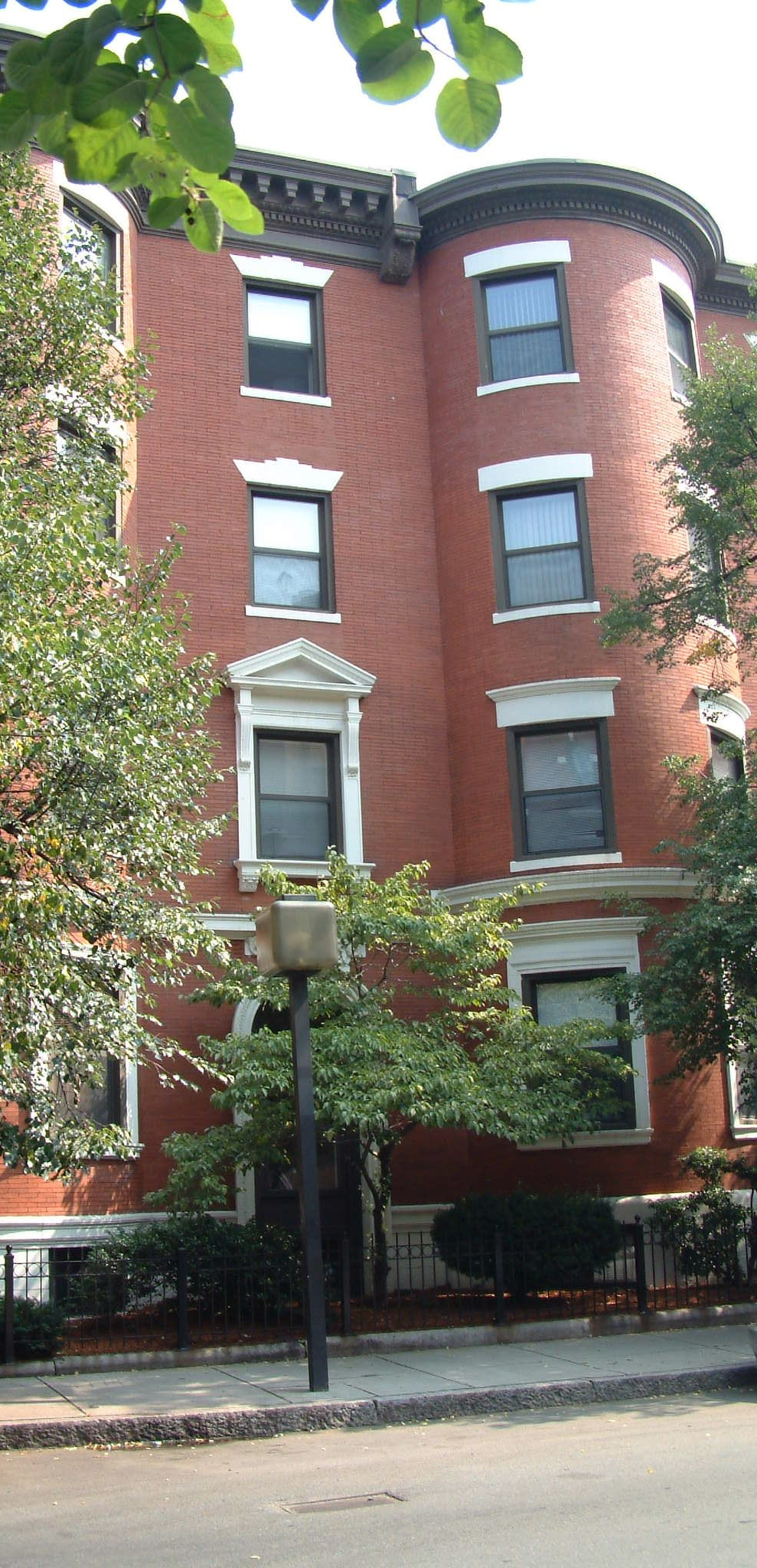
Gainsborough Street, site du premier meurtre attribué à l'étrangleur de Boston.

Le 27 octobre 1964, un inconnu se faisant passer pour un détective pénètre dans le domicile d'une jeune femme. Après l'avoir agressée sexuellement, l'individu part dans la précipitation en s'excusant. La description faite par la femme de son agresseur permet à la police d'identifier DeSalvo comme suspect. Lorsque sa photo est publiée, de nombreuses femmes l'identifient comme l'homme les ayant agressées.
Plus tôt dans cette journée du 27 octobre, DeSalvo s'était fait passer pour un automobiliste ayant des problèmes de voiture et avait tenté de pénétrer dans une maison à Bridgewater, dans le Massachusetts. Le propriétaire, le futur chef de la police de Brockton, Richard Sproules, devenu méfiant, a tiré avec un fusil de chasse sur DeSalvo.
DeSalvo n'est pas initialement soupçonné d'être impliqué dans la série de meurtres par étranglement. Mais après avoir été accusé de viol, il fait des aveux détaillés de ses activités en tant qu'étrangleur de Boston.
Dans un premier temps, il avoue ses crimes à son codétenu, un certain George Nassar. Nassar rapporte les aveux à son avocat, F. Lee Bailey, qui a également pris en charge la défense de DeSalvo. La police est impressionnée par l'exactitude des descriptions faites par DeSalvo des scènes de crime. En dépit de quelques incohérences, DeSalvo cite des détails qui avaient été jusqu'alors cachés au public.
Dans son livre publié en 1971, La Défense ne se repose jamais (The Defense Never Rests), F. Lee Bailey raconte que DeSalvo avait raison pour un détail sur lequel l'une des victimes s'était trompée. DeSalvo avait décrit une chaise bleue dans le salon de la femme, tandis qu'elle avait déclaré qu'elle était marron. Des preuves photographiques finissent par prouver que DeSalvo avait raison.
Aucune preuve matérielle n'a étayé ses aveux. À cause de cela, il est jugé uniquement pour des crimes antérieurs non liés aux meurtres, au motifs de vol qualifié et d'infractions sexuelles, pour lesquels il était respectivement connu sous le nom de « L'Homme vert » (« The Green Man ») et de « Monsieur Mètre » (« The Measuring Man »).
L'avocat utilise les aveux de DeSalvo pour les meurtres dans le cadre de sa défense lors du procès, afin d'obtenir un verdict de « non-culpabilité pour cause d'aliénation mentale » pour les infractions sexuelles, mais le juge l'a déclaré irrecevable.
DeSalvo est condamné à la prison à vie en 1967. En février de la même année, il s'évade avec deux codétenus de l'hôpital d'État de Bridgewater, déclenchant alors une chasse à l'homme à grande échelle. Une note adressée au surintendant est retrouvée sur sa couchette. DeSalvo y déclare qu'il s'était échappé pour attirer l'attention de l'opinion publique sur les conditions de détention de l'hôpital et sa propre situation.
Après son évasion, DeSalvo se déguise en maître de troisième classe de l'US Navy, mais il va dès le lendemain chez son avocat qui parvient à le convaincre de se rendre le jour même. Il est alors transféré à la prison d'État de sécurité maximale de Walpole. Six ans après son transfert, il est retrouvé poignardé à mort dans l'infirmerie de la prison. On n'identifiera jamais le ou les meurtriers l'ayant éliminé.

## Théories des tueurs multiples
Avant la confirmation de la culpabilité de DeSalvo par une preuve ADN en 2013, des doutes existent quant à sa culpabilité.
Malgré ses aveux, les personnes l'ayant personnellement connu ne le croient pas capable de crimes aussi graves. Certains éléments interrogent l'hypothèse d'un tueur unique, notamment la diversité des victimes et des modes opératoires.
En 1968, le Dr Ames Robey, directeur médical du Bridgewater State Hospital, argue qu'Albert DeSalvo ne peut pas être l'étrangleur de Boston. Il déclare que le prisonnier est « un confesseur compulsif, très intelligent et très doux, qui a désespérément besoin d'être reconnu ». L'opinion du Dr Robey est partagée par d'autres parties prenantes, notamment par le procureur du district de Middlesex, John J. Droney, par le surintendant de Bridgewater, Charles Gaughan, ainsi que par George W. Harrison, un ancien codétenu de DeSalvo. Harrison affirme ainsi avoir entendu un autre condamné apprendre et faire répéter à DeSalvo les détails des meurtres par étranglement.
Dans son livre publié en 1996 intitulé The Boston Stranglers, Susan Kelly, s'inspire des archives du « Strangler Bureau » du Commonwealth du Massachusetts. Elle soutient que les meurtres sont l'œuvre de plusieurs tueurs plutôt que d'un seul individu.
L'ancien profiler du FBI, Robert Ressler, déclare : « Quand on croise autant de modèles différents [concernant les meurtres de l'Étrangleur de Boston], il est inconcevable d'un point de vue comportemental que tout cela puisse correspondre à un seul individu ».
John E. Douglas, ancien agent spécial du FBI qui fut l'un des premiers profileurs criminels, doute que DeSalvo soit l'étrangleur de Boston. Dans son livre The Cases That Haunt Us, il caractérise DeSalvo comme un violeur motivé par la notion de puissance (« power-assurance »). Il décrit ce type de violeur comme peu susceptible de tuer à la manière des crimes attribués à l'étrangleur de Boston. Cependant, ce type de violeur motivé par la notoriété serait enclin à s'attribuer le mérite des crimes.
En 2000, l'avocate et ancienne journaliste de la presse écrite Elaine Sharp prend fait et cause pour la famille DeSalvo et celle de Mary Sullivan.
Mary Sullivan est désignée comme étant la dernière victime en 1964, bien que d'autres meurtres par étranglement aient eu lieu après cette date. Elaine Sharp aide les familles dans leur campagne médiatique pour effacer le nom de DeSalvo. Elle apporte son soutien à l'organisation des exhumations de Mary Sullivan et Albert H. DeSalvo, enclenche plusieurs procédures pour tenter d'obtenir plus d'informations et des preuves de trace (par exemple, ADN) de la part du gouvernement, et travaille avec différents producteurs pour créer des documentaires pour atteindre l'opinion publique.
Elaine Sharp note diverses incohérences entre les aveux de DeSalvo et les informations qu'elle finit par obtenir à propos de la scène de crime. Elle remarque, contrairement aux aveux de DeSalvo concernant le meurtre de Mary Sullivan, qu'une absence de sperme a été constatée dans le vagin de la victime et que celle-ci n'a pas été étranglée manuellement mais par ligature.
Le médecin légiste Michael Baden souligne que DeSalvo s'est trompé sur l'heure du décès. C'était une incohérence connue, également relevée plus tôt par Susan Kelly pour plusieurs des meurtres. Elle continue de travailler sur le dossier de la famille DeSalvo.
L'avocat de DeSalvo, F. Lee Bailey, est lui persuadé que son client est le tueur et décrit l'affaire dans The Defense Never Rests (1971).

## Preuve ADN
Début 2013, 50 ans environ après l'affaire, l'ADN du sperme retrouvé sur une couverture chez une des victimes est comparé a l'ADN d'un neveu de DeSalvo. Il est décrit comme ayant une « correspondance presque parfaite » avec l'ADN-Y de ce neveu. L'ADN-Y est transmis par les lignées mâles directes avec peu de changement et peut être utilisé pour relier des mâles avec un ancêtre paternel commun.
Le 11 juillet 2013, la police de Boston annonce avoir établi un lien reliant DeSalvo au meurtre de Mary Sullivan, la dernière victime présumée de l'étrangleur. Un tribunal avait ordonné l'exhumation du corps de DeSalvo pour pouvoir analyser directement son ADN.  Cet analyse montre une concordance entre son ADN et le sperme retrouvé en 1964 sur la scène du crime, prouvant ainsi avec certitude sa culpabilité dans ce crime.
Le 19 juillet 2013, le procureur du comté de Suffolk, Daniel F. Conley, le procureur général du Massachusetts, Martha Coakley, et le commissaire de police de Boston, Edward F. Davis annoncent les résultats du test ADN prouvant que DeSalvo est à l'origine du liquide séminal récupéré sur les lieux du meurtre de Mary Sullivan en 1964.

## Dans la culture populaire
- Le joueur des Philadelphia 76ers Andrew Toney est surnommé « l'étrangleur de Boston » en raison de ses performances exceptionnelles contre les Celtics de Boston ; un exemple notable est le match 7 de la finale de la Conférence Est de 1982.
- Le film de 1964 L'étrangleur est inspiré par les meurtres alors non-résolus[17].
- Le roman de 1964 de William Goldman No Way to Treat a Lady et son adaptation cinématographique de 1968 sont inspirés par les théories des tueurs multiples de l'étrangleur de Boston.
- Le film de 1968 L'Étrangleur de Boston met en vedette Tony Curtis dans le rôle d'Albert DeSalvo. Henry Fonda y tient également un rôle.
- Le film de 1995 Copycat fait référence à l'étrangleur de Boston.
- Le roman de 2007 The Strangler de William Landay dépeint la famille d'un avocat en lien avec l'affaire[18].
- Un film de 2008 The Boston Strangler – The Untold Story met en vedette David Faustino dans le rôle de De Salvo[19].
- Le téléfilm de 2010 The Front, mettant en vedette Andie MacDowell et Daniel Sunjata, dépeint un détective qui rouvre un meurtre non résolu des années 1960 d'une femme qui a peut-être été la première victime de l'étrangleur de Boston. L'intrigue suggère que DeSalvo n'était pas le seul auteur de ces meurtres à Boston[20].
- L'étrangleur de Boston fait une apparition dans l'épisode Strangler de CBS's American Gothic, où il a été convoqué par le shérif antagoniste Lucas Buck pour se débarrasser de Merlyn Temple[21].
- L'étrangleur de Boston est présenté comme une figure centrale dans le deuxième épisode de Rizzoli & Isles de TNT, avec Angie Harmon et Sasha Alexander[22].
- Lui et le Zodiac Killer sont présentés dans les bandes dessinées d'Image The Roberts[23].
- Une cire d'Albert DeSalvo a été présentée dans un épisode de la série comique britannique Psychoville. La cire prend vie dans une séquence fantastique (avec celles de John George Haigh, John Christie et Jack l'Éventreur), essayant de persuader le personnage David Sowerbutts de tuer un homme par étranglement. Les autres l'ont accusé d'avoir plusieurs personnalités, faisant référence au film de 1968[24].
- Dans le 13e épisode de la deuxième saison de Crossing Jordan intitulé Strangled, les personnages organisent une soirée Cold Case où ils jouent le rôle de l'enquête sur deux meurtres qui correspondent au mode opératoire du Boston Strangler[25].
- Un groupe de hardcore de Boston s'appelle Boston Strangler[26].
- Les Rolling Stones produisent Midnight Rambler sur l'album Let It Bleed en 1969. La chanson est une biographie fictive d'Albert DeSalvo ; « The Boston Strangler » est mentionné une fois dans les paroles.
- Un podcast de 2016 intitulé Stranglers se penche sur l'enquête de Boston Strangler et présente des extraits des enregistrements de confessions de DeSalvo et des entretiens avec des proches des principaux acteurs de l'enquête, y compris les fils de l'enquêteur en chef Phil DiNatale[27],[28].
- Le film L'Étrangleur de Boston (2023) revient sur l'enquête menée par deux journalistes, Loretta McLaughlin et Jean Cole du quotidien Record-American.